# Max Norman
Max Norman es un productor e ingeniero de sonido británico. Se encargó de producir gran cantidad de discos clásicos del heavy metal y es recordado por haber sido el ingeniero de sonido de Ozzy Osbourne en los discos Blizzard of Ozz y Diary of a Madman.
Entre sus créditos como productor se incluyen otros artistas como Ian Hunter, Grim Reaper, Death Angel, Savatage, Loudness, Armored Saint, Lizzy Borden, Megadeth y Mean Streak.

## Discografía destacada

### Como productor
- Ozzy Osbourne - Blizzard of Ozz (1980), Diary of a Madman (1981), Speak of the Devil (1982), Bark at the Moon (1983), Tribute (1987)
- Y&T - Black Tiger (1982)
- Vendetta - Vendetta (1982)
- Ian Hunter - All of the Good Ones Are Taken (1983)
- Coney Hatch - Outta Hand (1983), Friction (1985), Best of Three (1992)
- Ian Thomas - Riders on Dark Horses (1984)
- Bronz - Carried by the Storm (1984)
- Savatage - Power of the Night (1985)
- Grim Reaper - Rock You to Hell (1985)
- Trash - Burnin' Rock (1985)
- Loudness - Thunder in the East (1985), Lightning Strikes (1986), Soldier of Fortune (1989)
- Armored Saint - Delirious Nomad (1985)
- Malice - Licence to Kill (1986)
- Lizzy Borden - Visual Lies (1987)
- Dirty Looks - Cool from the Wire (1988), Five Easy Pieces (1992)
- 220 Volt - Eye to Eye (1988)
- Concrete Jungle - Wear and Tear (1988)
- Roughhouse - Roughhouse (1988)
- Dangerous Toys - Dangerous Toys (1989)
- Voodoo X - Vol. 1 The Awakening (1989)
- Death Angel - Act III (1990)
- Lynch Mob - Wicked Sensation (1990)
- Megadeth - Countdown to Extinction (1992), Youthanasia (1994), Hidden Treasures (1995)
- Bangalore Choir - On Target (1992)
- Phantom Blue - Built to Perform (1993)
- Mind Bomb - Mind Bomb (1993)
- Choking Ghost - Leveled (1995)
- Sly - Key (1996)
- Machinage - Machinage (2016)
- Ethan Brosh - Ethan Brosh (2016)
- Mean Streak - Mean Streak (2016)